# Mišinci
Mišinci är ett samhälle i Bosnien och Hercegovina.   Det ligger i entiteten Republika Srpska, i den centrala delen av landet, 120 km norr om huvudstaden Sarajevo. Mišinci ligger 201 meter över havet och antalet invånare är 237.
Terrängen runt Mišinci är platt. Närmaste större samhälle är Doboj, 16,1 km sydost om Mišinci. 
Omgivningarna runt Mišinci är en mosaik av jordbruksmark och naturlig växtlighet. Runt Mišinci är det ganska tätbefolkat, med 67 invånare per kvadratkilometer.